# Lovelorn
Lovelorn is het eerste album van de Noorse gothic metal band Leaves' Eyes. Het album werd uitgebracht in 2004.

## Nummers
1. Norwegian Lovesong
2. Tale of the Sea Maid
3. Ocean's Way
4. Lovelorn
5. The Dream
6. Secret
7. For Amelie
8. Temptation
9. Into Your Light
10. Return to Life